# Bo Bergman
Bo Hjalmar Bergman (Stoccolma, 6 ottobre 1869 – Stoccolma, 17 novembre 1967) è stato uno scrittore, poeta, critico letterario e critico teatrale svedese.
Apprezzato dai contemporanei, generalmente poco noto oggi anche nel paese d'origine, fu un rappresentante dell'animo decadente tra Ottocento e Novecento, della cosiddetta flâneurliteratur (la letteratura del passeggiatore parigino à la Baudelaire, d'osservazione e pessimistica); in seguito di una tendenza più generalmente umanista e di una esemplare naturlyrik, poesia della natura.

## Vita e poetica
Bo Bergman nasce e muore a Stoccolma, dove svolge, parimenti al padre e fino al 1933, l'ufficio di funzionario postale. Affianca presto alla sua occupazione l'attività giornalistica in ambito letterario e teatrale, collaborando dapprima alla rivista Ord och Bild (Parola e Immagine, 1900-1904), poi al noto quotidiano della capitale Dagens Nyheter (1905-1939), nonché, in veste di consigliere teatrale, presso il Dramatiska Teatern, più noto come Dramaten (1917-1933).
Il legame privilegiato con la città, l'amicizia con lo scrittore stoccolmese Hjalmar Söderberg, con il quale intrattiene un fitto rapporto epistolare dal 1891 al 1941, il mantenimento di una posizione defilata rispetto alle più radicali ed avanzate tendenze artistiche europee, generano, in maniera complementare alla letteratura di Söderberg, una poesia tipicamente decadente, malinconica, disillusa, originale nell'osservazione di un mondo in mutamento ma formalmente legata ancora alla poesia tradizionale.
Il crollo delle illusioni scientifiche o metafisiche, di tutti i sistemi di valori tesi alla comprensione dell'uomo e della realtà si manifesta così fin dalla prima raccolta di poesie, Marionetterna (Le Marionette, 1903), dove l'omonima poesia esprime con rassegnazione, rinnovata religiosità e soluzioni metriche e sintattiche semplici il pensiero che i destini degli uomini siano ancora e soltanto in mano ad un vecchio signore barbuto, un Dio «burattinaio» descritto con i tratti umani della più semplice tradizione religiosa.
Il ritorno all'essenza umana, a una religiosità pura, non necessariamente cristiana, ai valori universali si esprime, amplificandosi, lungo tutta la produzione in versi e in prosa, depurandosi del primo sentimento decadente, per cui potrebbe essere possibile intravedere affinità con il percorso del grande narratore Pär Lagerkvist.

## Opere

### Raccolte di poesie
- 1903 - Marionetterna (Le Marionette);
- 1908 - En människa (Un Uomo);
- 1917 - Elden (Il Fuoco);
- 1922 - Livets ögon (Gli Occhi della Vita);
- 1939 - Gamla gudar (Dei Antichi);
- 1944 - Riket (Il Regno);
- 1952 - Stunder (Ore);
- 1969 - Äventyret (L'Avventura).

### Racconti
- 1904 - Drömmen och andra noveller (Il Sogno, e altri Racconti);
- 1915 - Skeppet (La Nave).

### Teatro
- 1963 - Det eviga spelet (Il Dramma Eterno).

### Autobiografia
- 1964 - Trasmattan (Il Tappeto a Brandelli).

### Lettere
- 1969 - Kära Hjalle – Kära Bo (Brevväxling med Hjalmar Söderberg) (Caro Hjalle, Caro Bo. Lettere tra Hjalmar Söderberg e Bo Bergman).